# نیزار وحشی
نیزار وحشی (به فرانسوی: Les Roseaux sauvages) یک فیلم درام فرانسوی به کارگردانی آندره تشینه محصول سال ۱۹۹۴ است. فیلم روایتی از مسیر حساس بلوغ و بیداری جنسی چهار جوان در پایان جنگ الجزایر است. این فیلم به عنوان نماینده فرانسه برای بهترین فیلم زبان خارجی در ۶۷ جایزه اسکار انتخاب شد، اما نامزد دریافت جایزه نشد.

## بازیگران
آلودی بوشه
گائل مورل
استفان ریدو

## جوایز و نامزدی‌ها
جایزه سزار
برنده بهترین کارگردانی
برنده بهترین فیلم
برنده بهترین فیلمنامه

## جشنواره فیلم کن ۱۹۹۴
نامزد نوعی نگاه

## انجمن منتقدان فیلم لس آنجلس
برنده بهترین فیلم خارجی زبان

## حلقه منتقدان فیلم نیویورک
برنده بهترین فیلم خارجی زبان